# 奧西莫
奧西莫是位於義大利中部馬爾凱大區安科納省的一個城市。人口約3萬人。絲綢是當地的主要產業。奧西莫是奧西莫條約的簽訂地。